# Tim Curry
Timothy James "Tim" Curry (Grappenhall, Cheshire, 19 d'abril de 1946) és un actor, cantant, compositor i actor de doblatge anglès, conegut pel seu treball en un ampli ventall de produccions de teatre, cinema i televisió.
Curry va guanyar protagonisme amb la seva interpretació del Dr. Frank-N-Furter a la pel·lícula de culte de 1975 The Rocky Horror Picture Show (1975), reprenent el paper que ja havia fet a les produccions escèniques musicals de Londres (1973) i de Los Angeles (1974) de The Rocky Horror Show; així com pels seus papers secundaris com Rooster a l'adaptació cinematogràfica de Annie (1982), Lord of Darkness a la pel·lícula Legend (1985), Wadsworth a la pel·lícula Clue (1985) i pel seu paper de Pennywise el Pallasso a la minisèrie televisiva de terror It, considerada una de les interpretacions més aplaudides de Curry, juntament amb la de Rocky Horror. A més, doblà a Nigel Thornberry, el pare de la sèrie televisiva de Nickelodeon The Wild Thornberrys; i creà el paper de Rei Artur a l'èxit de Broadway Spamalot. És popular per interpretar o per doblar habitualment personatges dolents.
Curry resideix a Beverly Hills, Califòrnia i a Londres.

## Biografia
El pare de Curry, James, era un clergue metodista a la Royal Navy, i la seva mare, Patricia, era secretaria d'una escola. Curry va néixer i va criar-se a Grappenhall, Cheshire, estudiant a la Lymm High School fins a la mort del seu pare el 1958. Llavors, la família de Curry es traslladà a South London, però Curry havia de traslladar-se a la Kingswood School a Bath, Somerset. Ja de nen, demostrà ser un nen soprano de talent. Decidit a concentrar-se en les arts escèniques, Curry es graduà a la universitat de Birminghan en anglès i drama.

### Carrera professional

#### Rocky Horror
El primer treball a temps total de Curry va ser al repartiment original del musical Hair a Londres el 1968, on va conèixer a Richard O'Brien, que llavors estava escrivint que seria el següent paper de Curry, el Dr. Frank N. Furter a The Rocky Horror Show.
Inicialment Curry feia el paper amb accent alemany i un cabell ros oxigenat. L'adaptació cinematogràfica convertí a Curry en una estrella i una figura de culte. Curry continuà representant el personatge a Londres, Los Angeles i a Nova York fins al 1975. Els crítics lloaren l'actuació de Curry com a Dr. Frank-N-Furter, i Robert Ebert va dir que "és el millor de la pel·lícula, potser perquè sembla que és el que es diverteix més. A més és un actor capaç."
Durant diversos anys, Curry no va voler parlar sobre Rocky Horror, creient que era quelcom que havia anat massa lluny i que distreia l'atenció de papers posteriors. A una entrevista fins i tot va dir que es va posar tan nerviós per la persecució dels fans que es transformà en "gras i pla" per tal d'escapar. Posteriorment, però, és més obert a parlar-ne i ara reconeix que és una mena de "ritus d'iniciació" per a molta gent jove.

#### Teatre
Poc després del final de Rocky Horror Show a Broadway, Curry hi tornà amb Travesties, de Tom Stoppard, que es realitzà a Londres i a Nova York entre 1975 i 1976. Travesties va ser un èxit a Broadway que guanyà dos Premis Tony (Millor Actor Protagonista en una Obra per John Wood i Millor Obra), així com el Premi del Cercle de Crítics de Teatre de Nova York (Millor Obra), i l'actuació de Curry com el famós dadaista Tristan Tzara va rebre bones crítiques.
El 1981 Curry formà part del repartiment original d'Amadeus, interpretant el paper de Wolfgang Amadeus Mozart. Va ser nominat pel seu primer Tony per la seva interpretació, però va perdre davant el seu company de repartiment Ian McKellen, qui interpretava a Antonio Salieri. El 1982 interpretà el Pirata Rei a la producció del Drury Lane de The Pirates of Penzance, dirigida per Joe Papp, juntament amb George Cole, aconseguint unes crítiques entusiastes.
A mitjans de la dècada de 1980 Curry actuà a The Rivals (Bob Acres 1983) i a diverses obres amb el Royal National Theatre, incloent The Threepenny Opera (MacHeath 1986), Dalliance (Theodore 1986) i Love For Love (Tattle 1985). El 1987-88 Curry va protagonitzar la gira nacional de Me and My Girl com a 'Bill Snibson'. El 1989-90 tornà als escenaris de Broadway amb The Art of Success. El 1993 interpretà a la versió musical de My Favourite Year, aconseguint la seva segona nominació als Tony.
El 2001 Curry interpretà l'avar Ebenezer Scrooge a la versió musical de A Christmas Carol, que es realitzà al Madison Square Garden. El 2004 inicià el seu paper de 'Rei Artur' a Spamalot a Chicago, traslladant-se amb èxit a Broadway el 2005 (on es van vendre entrades per més d'un milió de dòlars en només 24 hores), paper que li portaria la seva tercera nominació als Tony. A l'octubre del 2006 començaria a interpretar-lo al West End, on seria nominat al Premi Laurence Olivier com a Millor Actor de Musical, a més de guanyar el Premi d'Elecció del Públic de Whatsonstage, amb un 39% dels vots amb una participació de 12.000 persones.

Entre maig i agost del 2011 Curry havia d'interpretar 'The Player' a Rosencrantz and Guildenstern are Dead, dirigit per Trevor Nunn, però marxà de la producció el 27 de maig, adduint mala salut. 

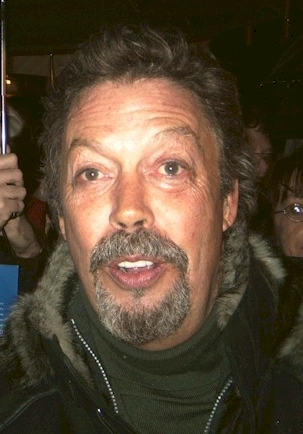
Curry a Nova York al 2005.

A l'abril del 2012 va aparèixer a "What About Dick?", d'Eric Idle, a The Orpheum de Los Angeles.

### Cinema
A més de The Rocky Horror Picture Show, Curry ha treballat en diverses pel·lícules. Entre aquestes està Annie (1982), Clue (1985) i, més notablement, la minisèrie de terror It (1990), que protagonitzava com "Pennywise the Dancing Clown", una alternativa física a l'antagonista titular, on la seva actuació va rebre l'aplaudiment del públic i la crítica. Curry va ser lloat per la seva actuació terrorífica i humorística, completament d'acord amb com apareixia en la novel·la original. Curiosament, Curry mai no ha reconegut públicament el seu paper a la pel·lícula, llevat d'una entrevista amb Fangoria quan la pel·lícula va ser estrenada el 1990.

### Carrera musical
A més de les seves aparicions en diversos enregistraments en diverses bandes sonores, Curry ha tingut alguns èxits com a cantant. El 1976 enregistrà un àlbum en solitari de 9 cançons per a Lou Adler's Ode Records, que no va ser publicat completament fins al febrer del 2010. El 1978 A&M Records publicà el primer àlbum en solitari de Curry, Read My Lips, que consistia en una eclèctica col·lecció de cançons-
L'any següent publicà el seu segon àlbum, que de tots és el que ha tingut més èxit, Fearless. Estava més orientat al rock que no pas i, i tenia més cançons originals. El tercer àlbum, Simplicity, va ser publicat el 1981, de nou per A&M Records. El 1989 A&M publicà The Best of Tim Curry.
El 1990 actuà com el Fiscal a la producció que Roger Waters va fer de The Wall a Berlín.

## Carrera professional

### Cinema
| Any  | Títol                                                                      | Paper                                        | Notes                           |
| ---- | -------------------------------------------------------------------------- | -------------------------------------------- | ------------------------------- |
| 1975 | The Rocky Horror Picture Show                                              | Dr. Frank N. Furter                          |                                 |
| 1978 | El crit (The Shout)                                                        | Robert Graves                                |                                 |
| 1980 | Times Square                                                               | Johnny LaGuardia                             |                                 |
| 1982 | Annie                                                                      | Rooster Hannigan                             |                                 |
| 1983 | The Ploughman's Lunch                                                      | Jeremy Hancock                               |                                 |
| 1985 | Legend                                                                     | Lord of Darkness                             |                                 |
| 1985 | Clue                                                                       | Wadsworth                                    |                                 |
| 1988 | Pass the Ammo                                                              | Pentecostal Televangelist                    |                                 |
| 1989 | The Little Mermaid                                                         | Veus addicionals                             |                                 |
| 1990 | La caça de l'Octubre Roig (The Hunt for Red October)                       | Dr. Petrov                                   |                                 |
| 1990 | It                                                                         | Pennywise                                    |                                 |
| 1991 | Oscar                                                                      | Dr. Thornton Poole                           |                                 |
| 1992 | FernGully: The Last Rainforest                                             | Hexxus                                       | (veu)                           |
| 1992 | Passed Away                                                                | Boyd Pinter                                  |                                 |
| 1992 | Sol a casa 2: Perdut a Nova York (Home Alone 2: Lost in New York)          | Mr. Hector                                   |                                 |
| 1993 | Amb l'arma a punt (Loaded Weapon 1)                                        | Mr. Jigsaw                                   |                                 |
| 1993 | Els tres mosqueters (The Three Musketeers)                                 | Cardinal Richelieu                           |                                 |
| 1994 | The Shadow                                                                 | Farley Claymore                              |                                 |
| 1995 | The Pebble and the Penguin                                                 | Drake                                        | (veu)                           |
| 1995 | Congo                                                                      | Herkermer Homolka                            |                                 |
| 1996 | Muppet Treasure Island                                                     | Long John Silver                             | [ 5 ]                           |
| 1996 | Lover's Knot                                                               | Cupid's Caseworker                           |                                 |
| 1997 | Conte de Nadal (A Christmas Carol)                                         | Ebenezer Scrooge                             | (veu) (directament per a vídeo) |
| 1997 | McHale's Navy                                                              | Major Vladikov                               |                                 |
| 1997 | Beauty and the Beast: The Enchanted Christmas                              | Forte                                        | (veu) (directament per a vídeo) |
| 1998 | Addams Family Reunion                                                      | Gomez Addams                                 | (directament per a vídeo)       |
| 1998 | Rugrats (The Rugrats Movie)                                                | Rex Pester                                   | (veu)                           |
| 1999 | L'Scooby-Doo i el fantasma de la bruixa (Scooby-Doo and the Witch's Ghost) | Ben Ravencroft                               | (veu) (directament per a vídeo) |
| 1999 | Bartok the Magnificent                                                     | The Skull                                    | (veu) (directament per a vídeo) |
| 1999 | Pirates of the Plain                                                       | "Jezebel Jack"                               |                                 |
| 2000 | Four Dogs Playing Poker                                                    | Felix                                        |                                 |
| 2000 | Sorted                                                                     | Damien Kemp                                  |                                 |
| 2000 | Lion of Oz                                                                 | Captain Fitzgerald                           | (veu) (directament per a vídeo) |
| 2000 | Els àngels de Charlie (Charlie's Angels)                                   | Roger Corwin                                 |                                 |
| 2000 | Rugrats in Paris: The Movie                                                | Sumo Singer                                  | (veu)                           |
| 2001 | Scary Movie 2                                                              | Professor Oldman                             |                                 |
| 2001 | Ritual                                                                     | Matthew Hope                                 |                                 |
| 2001 | Barbie in the Nutcracker                                                   | The Mouse King                               | (veu) (directament per a vídeo) |
| 2002 | The Scoundrel's Wife                                                       | Father Antoine                               |                                 |
| 2002 | La Haru al regne dels gats (Neko no ongaeshi)                              | Rei dels gats                                | (doblatge en anglès)            |
| 2002 | Els Thornberrys: La pel·lícula (The Wild Thornberrys Movie)                | Nigel Thornberry Coronel Radcliff Thornberry | (veu)                           |
| 2003 | Rugrats, vacances salvatges (Rugrats Go Wild)                              | Nigel Thornberry                             | (veu)                           |
| 2004 | Kinsey                                                                     | Thurman Rice                                 |                                 |
| 2005 | Bailey's Billion$                                                          | Caspar Pennington                            |                                 |
| 2005 | ¡Mucha Lucha!: The Return of El Maléfico                                   | El Maléfico                                  | (veu) (directament per a vídeo) |
| 2005 | Valiant                                                                    | Von Talon                                    | (veu)                           |
| 2006 | Queer Duck: The Movie                                                      | Percy                                        | (veu) (directament per a vídeo) |
| 2006 | Garfield: A Tail of Two Kitties                                            | Prince                                       | (veu)                           |
| 2006 | A Sesame Street Christmas Carol                                            | narrador                                     | (veu) (directament per a vídeo) |
| 2007 | The Chosen One                                                             | Llucifer                                     | (veu)                           |
| 2007 | Christmas in Wonderland                                                    | Gordon McLoosh                               |                                 |
| 2008 | Porta'm a la lluna (Fly Me to the Moon)                                    | Igor                                         | (veu)                           |
| 2008 | The Secret of Moonacre                                                     | Coeur De Noir                                |                                 |
| 2008 | Scooby-Doo and the Goblin King                                             | The Goblin King                              | (veu) (directament per a vídeo) |
| 2009 | Curious George 2: Follow That Monkey!                                      | Piccadilly                                   | (veu) (directament per a vídeo) |
| 2009 | Barbie and the Three Musketeers                                            | Philippe                                     | (veu) (directament per a vídeo) |
| 2009 | Mythic Journeys                                                            | The King                                     | (veu)                           |
| 2010 | A Turtle's Tale: Sammy's Adventures                                        | Fluffy the Cat                               | (veu)                           |
| 2010 | Burke and Hare                                                             | Dr. Monroe                                   | [ 9 ]                           |
| 2012 | The Outback                                                                | Blacktooth                                   | (veu)                           |
| 2012 | Strange Frame                                                              | Dorlan Mig                                   | (veu)                           |
| 2013 | Gingerclown                                                                | Gingerclown                                  | (veu)                           |
| 2013 | Saving Santa                                                               | Nevil Baddington                             | (veu)                           |
| 2013 | Axel: El petit gran heroi (Bonta)                                          | Papa Qi                                      | (veu)                           |
| 2014 | Ribbit                                                                     | Terence                                      | (veu)                           |

### Videojocs
| Any  | Títol                                                      | Paper                        | Notes            |
| ---- | ---------------------------------------------------------- | ---------------------------- | ---------------- |
| 1993 | Gabriel Knight: Sins of the Fathers                        | Gabriel Knight               |                  |
| 1994 | Wing Commander III: Heart of the Tiger                     | Melek                        |                  |
| 1996 | Frankenstein: Through the Eyes of the Monster              | Doctor Victor Frankenstein   |                  |
| 1996 | Muppet Treasure Island                                     | Long John Silver             |                  |
| 1996 | Toonstruck                                                 | Count Nefarious              |                  |
| 1997 | Duckman: The Graphic Adventures of a Private Dick          | King Chicken                 |                  |
| 1997 | The Day the World Broke                                    | Decanter                     |                  |
| 1999 | Gabriel Knight 3: Blood of the Sacred, Blood of the Damned | Gabriel Knight               |                  |
| 2000 | Sacrifice                                                  | Stratos, the God of Air      |                  |
| 2002 | The Four Horsemen of the Apocalypse                        | Satan                        | (Sense publicar) |
| 2002 | Scooby-Doo! Night of 100 Frights                           | Mastermind                   |                  |
| 2004 | Lemony Snicket's A Series Of Unfortunate Events            | Lemony Snicket               |                  |
| 2005 | Nicktoons Unite!                                           | Professor Finbarr Calamitous |                  |
| 2007 | Nicktoons: Attack of the Toybots                           | Professor Finbarr Calamitous |                  |
| 2008 | Command & Conquer: Red Alert 3                             | Premier Anatoly Cherdenko    |                  |
| 2009 | Brütal Legend                                              | Emperor Doviculus            | [ 10 ]           |
| 2009 | Dragon Age: Origins                                        | Arl Rendon Howe              | [ 11 ]           |
| 2011 | Professor Layton and the Last Specter                      | Jean Descole                 |                  |

### Teatre
- Hair, Woof, Shaftesbury Theatre, 1968
- The Rocky Horror Show, Dr. Frank N. Furter, Producció de Londres, 1973
- The Rocky Horror Show, Dr. Frank N. Furter, Roxy Theatre, 1974
- The Rocky Horror Show, Dr. Frank N. Furter, Broadway, 1975
- Travesties, Tristan Tzara, Broadway, 1975
- Amadeus, Wolfgang Amadeus Mozart, Broadway, 1981
- The Pirates of Penzance, The Pirate King, Druy Lane, 1982
- The Rivals, Bob Acres, Royal National Theatre, 1983
- Love for Love, Tattle, Royal National Theatre, 1985
- The Threepenny Opera, MacHeath, Royal National Theatre, 1986
- Dalliance, Theodore, Royal National Theatre, 1986
- Me and My Girl, Bill Snibson, National tour, 1987
- The Art of Success, William Hogarth, Manhattan Theater Club, 1989
- My Favourite Year, Alan Swann, Broadway, 1993
- A Christmas Carol, Ebenezer Scrooge, Madison Square Garden, 2001
- Spamalot, King Arthur, Bank of America Theatre, 2004
- Spamalot, King Arthur, Broadway, 2005
- Spamalot. King Arthur, Palace Theatre, Londres, 2006
- What About Dick?, Reverend Whoopsie, Orpheum Theatre, 2012

### Discografia
- Read My Lips(1978)
- Fearless (1979)
- Simplicity (1981)

## Premis i nominacions
| Any  | Premi                                      | Categoria                                            | Títol                                         | Resultat  |
| ---- | ------------------------------------------ | ---------------------------------------------------- | --------------------------------------------- | --------- |
| 1975 | Premi Drama Desk                           | Milor Actor en un Musical                            | The Rocky Horror Show                         | Nominat   |
| 1981 | Premi Tony                                 | Millor Actor en una Obra                             | Amadeus                                       | Nominat   |
| 1981 | Premi Drama Desk                           | Millor Actor en una Obra                             | Amadeus                                       | Nominat   |
| 1991 | Premi Emmy                                 | Intèrpret Més Destacat en una Sèrie Infantil         | Peter Pan and the Pirates                     | Guanyador |
| 1993 | Premi Tony                                 | Millor Actor Protagonista de Musical                 | My Favorite Year                              | Nominat   |
| 1994 | Premi Emmy                                 | Actor Convidat Més Destacat en una Sèrie Dramàtica   | Tales from the Crypt                          | Nominat   |
| 1996 | Premi Golden Raspberry                     | Pitjor Actor de Repartiment                          | Congo                                         | Nominat   |
| 1998 | Premi Annie Award                          | Premi a l'Actor de Doblatge en una Producció Animada | Beauty and the Beast: The Enchanted Christmas | Nominat   |
| 2005 | Premi Tony                                 | Millor Actor Protagonista de Musical                 | Spamalot                                      | Nominat   |
| 2007 | Premi Laurence Olivier                     | Millor Actor de Musical                              | Spamalot                                      | Nominat   |
| 2007 | Premi d'Elecció del Públic de Whatsonstage | Millor Actor de Musical                              | Spamalot                                      | Guanyador |